# نظريات مؤامرة جاد هيلم 15
استندت نظريات مؤامرة جاد هيلم 15 إلى مناورات جاد هيلم 15 الأمريكية العسكرية التي جرت في ولايات أمريكية متعددة بين 15 يوليو و 15 سبتمبر 2015. صُمم التمرين، الذي شارك فيه 1200 فرد من أربعة من الفروع الخمسة للجيش الأمريكي، لتدريب الجنود على المهارات اللازمة للعمل في بيئة قتالية في الخارج، بما في ذلك المناورة في وجود سكان مدنيين. وأثارت الإعلانات عن هذه التدريبات المخاوف، كما خلقت نظريات مؤامرة تزعم بأن التمرين ما هو إلا انقلاب عسكري عدواني.

## تفاصيل التمرين
تكفلت قيادة العمليات الخاصة للولايات المتحدة بالتمرين المشترك في التدريب العسكري المحاكي للواقع والمعروف باسم جاد هيلم 15، وشاركت قيادة العمليات الخاصة لجيش الولايات المتحدة وقيادة العمليات الخاصة المشتركة مع وحدات عسكرية أمريكية أخرى في ولايات متعددة، بما في ذلك تكساس وأريزونا وفلوريدا ولويزيانا وميسيسيبي ونيو مكسيكو ويوتا. وكان هدفها المعلن» تحسين قدرة قوات العمليات الخاصة كجزء من إستراتيجية الأمن القومي«.نسقتها وقادتها قاعدة إغلين الجوية، وهي قاعدة قيادة القوات الجوي في شمال غرب فلوريدا.
شارك حوالي 1200 جندي على مدار فترة التمرين. كانت القوات «قوات أمريكية خاصة بشكل أساسي، ولكنها تضمنت أيضًا مجموعة صغيرة من القوات البحرية الخاصة المسماة بنافي سيلز وقوات العمليات الخاصة التابعة للقوات الجوية بالإضافة إلى قوات المشاة المسلحة التقليدية للجيش»، على الرغم من الطلب الأولي لمسؤولي الدولة من قيادة العمليات الخاصة للولايات المتحدة، المتمثل في ذكر عناصر من قيادة العمليات الخاصة للقوات البحرية الأمريكية، والوحدات الاستطلاعية البحرية، والفرقة الجوية 82 المحمولة، و «الشركاء بين الوكالات» كمشاركين. وتولت القوات المنخرطة في التمرين أدوار قوات الاحتلال أو المقاومة. كانت معظم المواقع في مناطق قاحلة ذات كثافة سكانية منخفضة بالقرب من المدن الصغيرة. وارتدى بعض المشاركين الملابس المدنية وقادوا المركبات المدنية. كما تضمنت خرائط التمرين مناطق في الولايات المتحدة مثل كولورادو وكاليفورنيا، إذ لم يُخطط لإجراء عمليات حقيقية. تشمل المدن في تكساس مدينة باستروب وسميثفيل وبيغ سبرينغ وكالدويل وكريستوفال وكوليج ستيشن وديل سيتي وإلدورادو وغوليد وجنكشن وليكي ومينارد وسان أنجيلو وسان أنطونيو وفيكتوريا وماونتن هوم وبحيرة كادو.
زعمت قيادة العمليات الخاصة للولايات المتحدة بتميز جاد هيلم عن بقية التدريبات السابقة، مثل كتيبة ريدر البحرية أو روبن سايج، نظرًا لحجمها ونطاقها، إذ شارك 60 جندي في تدريب مدينة باستروب، بالإضافة إلى استعمال مركبتين من نوعية هامفي وخزان مياه «جاموس الماء». قُرر استخدام الأراضي الخاصة التي يقدمها السكان في التمرين، على الرغم من إشارة القوات بأنه لن يُدفع لأصحاب الأراضي مقابل الأرض ولن يحصلوا على إعفاء ضريبي من أي نوع. زعمت لاستوريا أيضًا بتحصلها على 150.000 دولارًا من الإيرادات إلى المنطقة بسبب استهلاك الجنود الطعام والوقود والتسوق.
لم يُسمح للصحفيين بالحديث عن العملية أو التعرف على تفاصيلها عن قرب، وتكفل حرس ولاية تكساس والمجموعة المدنية لكاونتر جاد هيلم بمراقبة التمرين.